# 刘氏宗祠 (肥东县)
刘氏宗祠，是位于中国安徽省合肥市肥东县张集乡刘河湾村的一个清代古建筑，1990年入选第二批肥东县文物保护单位。
刘氏宗祠始建于清朝同治元年（1862年），建筑坐北朝南，占地面积约1000平方米，砖木结构硬山顶，共16间，因年代久远而有2间已倒塌。院内有李鸿章赠予刘端麟的红、白牡丹各一株。